# Kirche von Lohja

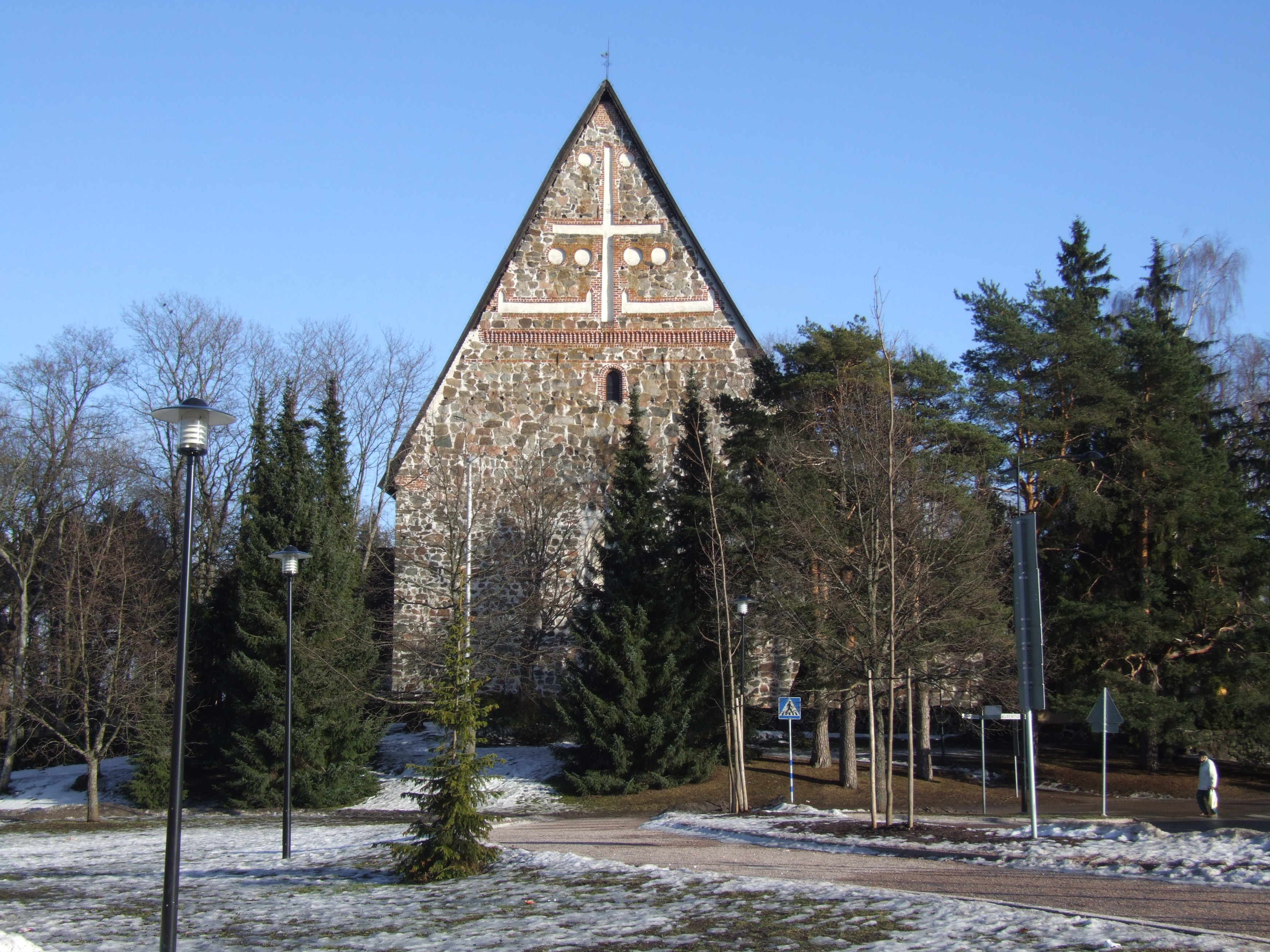
Laurentiuskirche in Lohja

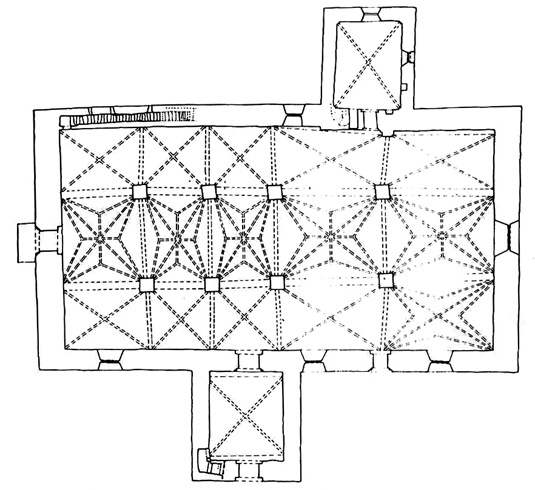
Die Kirche weist einen typischen Grundriss auf

Die Laurentius-Kirche von Lohja (Lohjan Pyhän Laurin kirkko) ist eine der größten mittelalterlichen Steinkirchen in Finnland. Sie wurde gegen Ende des 15. Jahrhunderts erbaut, bekannt ist sie besonders für die Wandmalereien aus dem 16. Jahrhundert.
Die erste urkundliche Erwähnung einer Laurentius-Kirche in Lohja stammt aus dem Jahr 1382. Die heutige Steinkirche wurde zwischen 1470 und 1490 erbaut. Sie ist die drittgrößte mittelalterliche Kirche in Finnland. Ihre Wandmalereien gelten als eines der bedeutendsten Kulturdenkmäler Finnlands aus dem 16. Jahrhundert.
Der Grundriss der Kirche ist typisch für die mittelalterlichen Kirchen Finnlands. Die dreischiffige Hallenkirche ist geostet. Langhaus (in deutscher Terminologie) und Chor bilden eine Einheit, was in skandinavischer Terminologie als Langhus bezeichnet wird. Mit 40,3 m × 22,3 m ist die Kirche nach dem Dom von Turku und der Kirche von Naantali die drittgrößte mittelalterliche Kirche Finnlands. Die Sakristei ist ein Anbau an der Nordwand, an der Südwand der Kirche befindet sich ein kleiner Vorraum, Waffenhaus genannt. Dieses diente ursprünglich als zusätzlicher Schutz des Eingangs in Kriegszeiten, da die Kirchen oft die stabilsten Gebäude im Ort waren. Dass das Waffenhaus dazu diente, die mitgeführten Waffen vor dem Betreten der eigentlichen Kirche abzulegen, wird neueren Forschungen nach bezweifelt. Südöstlich der Kirche befindet sich ein Glockenturm.

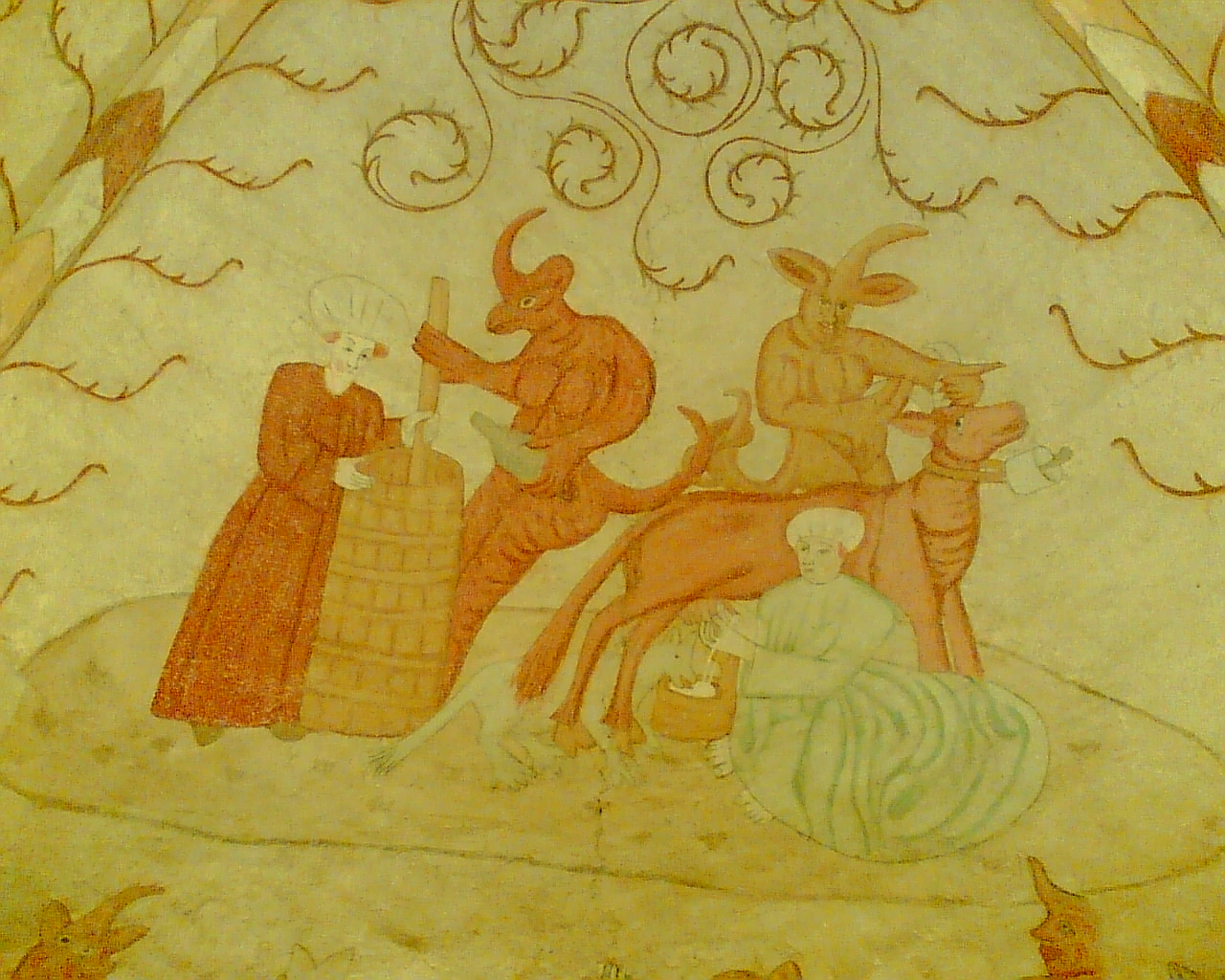
Wandmalerei

Die in Seccomalerei ausgeführten Wandgemälde stellen biblische Szenen dar. Sie beginnen rechts von der Kanzel mit der Schöpfung und dem Garten Eden. Weiter geht es im Uhrzeigersinn um die ganze Kirche, bis zum Jüngsten Gericht links der Kanzel. An der Südwand der Kirche befindet sich eine Statue des Heiligen Laurentius.
Die Wandmalereien wurden Anfang des 19. Jahrhunderts überkalkt und in den 1880er Jahren wieder freigelegt. 1953 bis 1957 wurde die Kirche restauriert.